# (28431) 1999 XO136
1999 أكس أو 136 (ويعرف أيضًا باسم (28431) 1999 أكس أو 136 وفق تسمية الكوكب الصغير) (بالإنجليزية: 1999 XO136)‏ هو كويكب ضمن حزام الكويكبات؛ وترتيبه 28431 من حيث الاكتشاف.
اكتُشف هذا الجُرم الفلكي بواسطة Charles W. Juels ‏ في 13 ديسمبر 1999.

## وصلات خارجية
- (28431) 1999 XO136 في قاعدة بيانات مختبر الدفع النفاث لأجرام النظام الشمسي الصغيرة

- الاكتشاف · مخطط المدار ·  العناصر المدارية · المعلمات المادية

- (28431) 1999 XO136 على موقع ويكي سكاي: DSS2, SDSS, GALEX, IRAS, Hydrogen α, X-Ray, Astrophoto, Sky Map, Articles and images